# Romània
|  | Per a altres significats, vegeu «Imperi Romà d'Orient». |

Romània és el nom que s'utilitzà per designar el conjunt de països on es parlava (i actualment encara es parla) en llengua romànica o neollatina, és a dir, les llengües que derivaren del llatí.
Aquests països se situen geogràficament a la franja sud d'Europa, als territoris ocupats per l'antic Imperi Romà i donaren lloc a les següents llengües: l'italià, el francès, l'arpità, el castellà, el romanès, el portuguès, el gallec, l'asturià, el català, l'occità, el sard, el romanx, el friülà, les varietats gal·loitàliques (anomenades llombard, piemontès, lígur, emilià-romanyol i vènet), el napolità i el sicilià.
Etimològicament Romània prové del llatí romanus que a la vegada té el seu origen a la paraula Roma. La realitat era que les diferències dialectals sorgides a diferents indrets de l'Imperi havien produït un distanciament insalvable entre el llatí vulgar (el que parlava el poble) i el llatí culte (o literari). Qualsevol contemporani era capaç de diferenciar entre lingua romana i lingua latina.
En un primer moment aquestes diferències només són lingüístiques, ja que els països de la Romània continuen tenint consciència d'unitat i de pertinença a una mateixa cultura. Així es troben texts literaris on s'alternen  diferents llengües romàniques, com per exemple a la poesia del trobador Raimbaut de Vaqueiras, on utilitza el provençal, el francès, l'italià i el portuguès. No fou fins al segle xiv que s'accentuen les diferències culturals i lingüístiques entre aquests països, tot i que sempre mantindran un fort vincle a causa del seu origen comú: el llatí.